# Tommaso Ruffo
Tommaso Ruffo (15 de setembro de 1663 - 16 de fevereiro de 1753) foi um cardeal napolitano, vice-chanceler da Santa Igreja Romana e decano do Colégio dos Cardeais.

## Biografia
Era filho de Carlo Ruffo, terceiro duque de Bagnara, e sua segunda esposa, Andreana Caracciolo, dos duques de Calenza. Parente do Cardeal Giacomo Boncompagni (ele era sobrinho da primeira esposa do pai de Tommaso). Tio do cardeal Antonio Maria Ruffo, tio-avô do Cardeal Fabrizio Ruffo. Outro cardeal da família era Luigi Ruffo Scilla.
Estudou na Universidade La Sapienza, de Roma, doutorado utroque iure, em direito canônico e direito civil.

## Vida religiosa
Não se sabe quando foi ordenado. Foi nomeado internúncio em Bruxelas, sob o pontificado do Papa Inocêncio XI. Vice-legado em Romagna em 1693 e em 1694. Referendário dos Tribunais da Assinatura Apostólica da Justiça e da Graça em 1693, reconduzido em 1697. Inquisidor em Malta, 21 de maio de 1694; reconcilia a Ordem Soberana de Malta com a República de Gênova.
Eleito arcebispo titular de Niceia em 7 de abril de 1698, foi consagrado em 13 de abril, na igreja de San Silvestro al Quirinale, em Roma, pelo cardeal Fabrizio Spada, assistido por Michelangelo dei Conti, arcebispo titular de Tarso, e por Francesco Acquaviva d'Aragona, arcebispo titular de Larissa. Núncio na Toscana, 19 de abril de 1698. Nomeado assistente no Trono Pontifício em 8 de maio de 1698. Foi-lhe oferecida a nunciatura na Áustria e na Espanha, aceitou o último, mas antes de ocupar o cargo foi nomeado prefeito da Cubiculi de Sua Santidade em 23 de março de 1700, sendo confirmado neste posto pelo novo Papa Clemente XI em 27 de novembro de 1700. Recusou a nomeação para a sé metropolitana de Nápoles, em 1702.
Criado cardeal no consistório de 17 de maio de 1706 pelo Papa Clemente XI, tendo dispensa do impedimento de ter um primo no Sacro Colégio dos Cardeais, recebeu o barrete cardinalício e o título de São Lourenço em Panisperna em 25 de junho. Foi transferido para o título de Santa Maria em Trastevere em 29 de janeiro de 1709. Assume a Diocese de Ferrara em 10 de maio de 1717, onde fica até 26 de abril de 1738.
Passa para a ordem dos cardeais-bispos e assume a sé suburbicária de Palestrina em 1 de julho de 1726. Passa para a sé de Porto e Santa Rufina em 3 de setembro de 1738. Em 29 de agosto de 1740, é nomeado Vice-Chanceler da Santa Igreja Romana, recebendo o título cardinalício in commendam de São Lourenço em Dâmaso e assume a suburbicária de Ostia–Velletri, sé do decano do Sacro Colégio dos Cardeais.
Morreu em 16 de fevereiro de 1753, às 14h30, em Roma, no Palazzo della Cancelleria. Transferido para a Basílica de São Lourenço em Dâmaso, em Roma, em 18 de fevereiro e, no dia seguinte, o ofício dos mortos foi cantado pelos religiosos de uma ordem mendicante e depois, a capella papalis ocorreu. Sepultado no sepulcro que ele havia construído para si mesmo, na capela de San Niccolò na mesma Basílica.

### Conclaves
- Conclave de 1721 - participou da eleição do Papa Inocêncio XIII[2]
- Conclave de 1724 - participou da eleição do Papa Bento XIII[2]
- Conclave de 1730 - participou da eleição do Papa Clemente XII[2]
- Conclave de 1740 - participou como vice-decano e decano da eleição do Papa Bento XIV[2]